# Forte Ranthambore
Forte Ranthambore si trova all'interno del parco nazionale di Ranthambore, vicino alla città di Sawai Madhopur. Il parco è stato la riserva di caccia dei Maharajah di Jaipur fino all'indipendenza indiana. Si tratta di una fortezza notevole, essendo stata un punto focale degli sviluppi storici del Rajasthan. Il forte è conosciuto per la gloria e il valore del re Hammiradeva, del clan Chauhan.
Nel 2013, nel corso della 37ª sessione del World Heritage Committee tenutasi a Phnom Penh, in Cambogia, il forte, assieme a cinque altri forti del Rajasthan, venne dichiarato patrimonio dell'umanità dell'UNESCO come parte del gruppo di fortezze collinari del Rajasthan.

## Storia
Il forte di Ranthambore venne costruito da un regnante del clan Rajput Chauhan, anche se l'esatto nome del personaggio è oggetto di dispute. È convinzione diffusa che la fortezza sia stata costruita sotto il regno di Sapaldaksha, nel 944. Un'altra teoria afferma che la fortezza sorse durante il regno di Jayant, nel 1110. Secondo l'Autorità Ambra Development & Management del Rajasthan, è probabile che la costruzione sia iniziata verso la metà del X secolo, durante il regno di Sapaldaksha, e che sia continuata alcuni secoli dopo.

### Sotto i Chauhan
Il suo primo nome fu Ranastambha o Ranastambhapura. Venne associato al giainismo durante il regno di Prithviraja I della dinastia Chahamana (Chauhan) nel XII secolo. Siddhasenasuri, che visse nel XII secolo, inserì questo luogo nella lista dei santi giainisti Tirthamkara. Nel periodo Moghul, venne costruito nel forte un tempio di Mallinatha.
Dopo la sconfitta subita da Prithviraja III (Prithviraj Chauhan) nel 1192, il forte cadde sotto il controllo del musulmano Muhammad di Ghor. Il figlio di Prithviraja, Govindaraja IV, accettò l'autorità di Ghurid e governò su Ranthambore come vassallo. I suoi discendenti misero in atto numerosi tentativi di ottenere l'indipendenza.

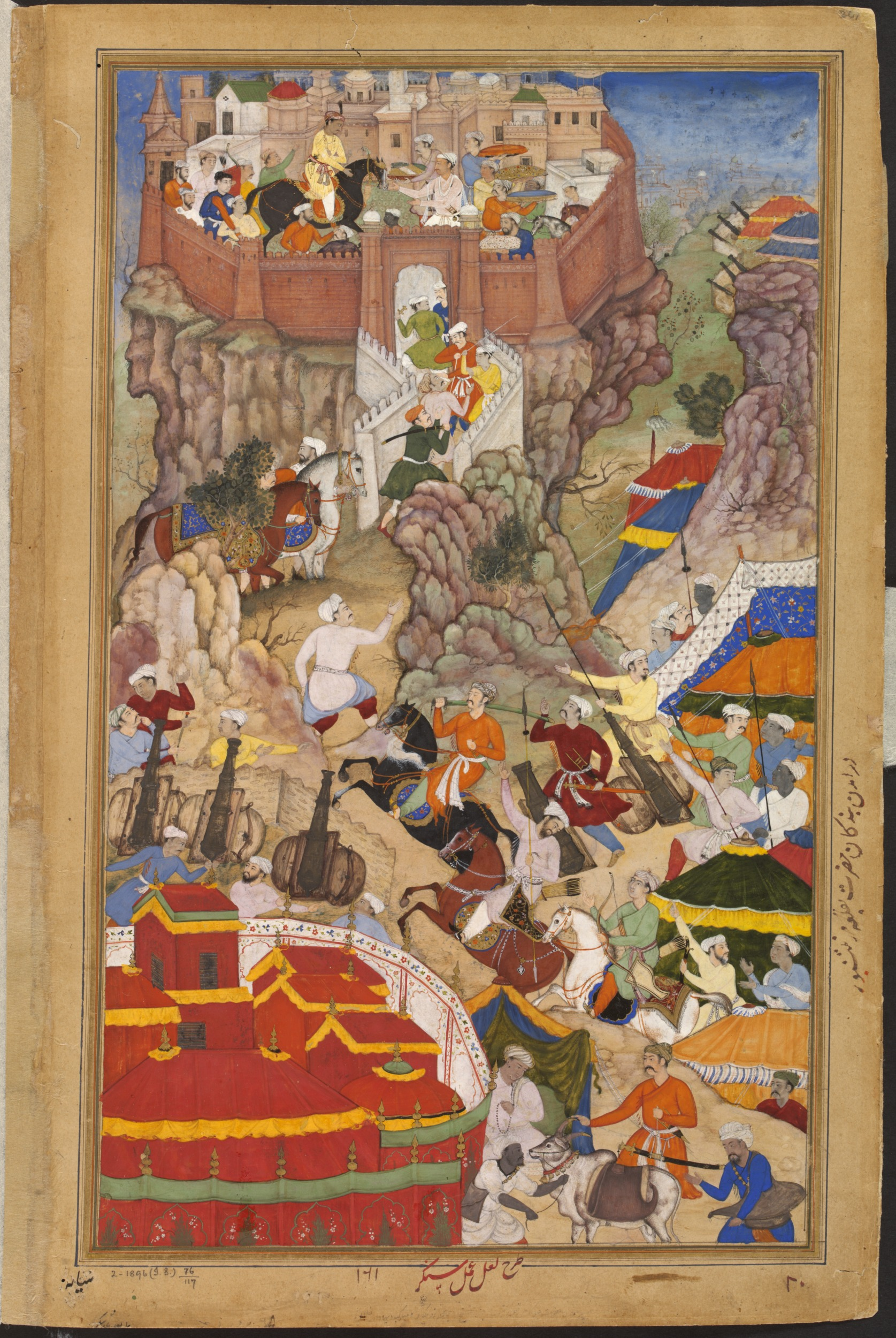
Ingresso di Akbar nel forte Ranthambhore nel 1569

Il sultano di Delhi Iltutmish conquistò Ranthambore nel 1226, ma i Chauhan lo riconquistarono dopo la sua morte nel 1236. L'esercito del sultano Nasir ud din Mahmud, guidato dal futuro sultano Balban, assediò senza successo la fortezza nel 1248 e nel 1253, ma questa venne sottratta a Jaitrasingh Chauhan nel 1259. Shakti Dev succedette a Jaitrasingh nel 1283 e riconquistò Ranthambore ampliando il regno. Il sultano Jalal ud din Firuz Khilji assediò brevemente il forte nel 1290-91. Nel 1299, il Maharao Hammir Dev Chauhan diede riparo a Muhammad Shah, un generale ribelle di Ala-ud-din II di Delhi, e si rifiutò di consegnarlo al sultano. Questi assediò senza successo la fortezza nel 1299, ma ritornò nel 1301 per porre personalmente un lungo assedio, e riuscì a conquistare il forte.

### Sotto i Mewar
La fortezza venne conquistata dal regno Mewar sotto Rana Hamir Singh (1326–1364) e Rana Kumbha (1433–1468). Dopo il regno del successore di Rana Kumbha, Rana Udai Singh I (1468–1473), la fortezza passò sotto il raiput Hada di Bundi. Il sultano Bahadur Shah di Gujarat conquistò il forte dal 1532 al 1535. L'imperatore moghul Akbar lo conquistò a sua volta nel 1569.
Questo passò poi sotto il Kachwaha Maharaja di Jaipur nel XVII secolo e vi rimase fino all'indipendenza indiana. L'area attorno alla fortezza divenne riserva di caccia dei Maharaja di Jaipur. Lo stato di Jaipur confluì nell'India nel 1949 e divenne parte dello stato del Rajasthan nel 1950.
All'interno del forte Ranthambore si trovano tre templi indù, dedicati a Ganesh, Shiva e Ramlalaji, costruiti nel XII e XIII secolo con pietra rossa Karauli. Vi è anche un tempio giainista dedicato a Sumatinath (5° Tirthankara gianista) e a Sambhavanath.

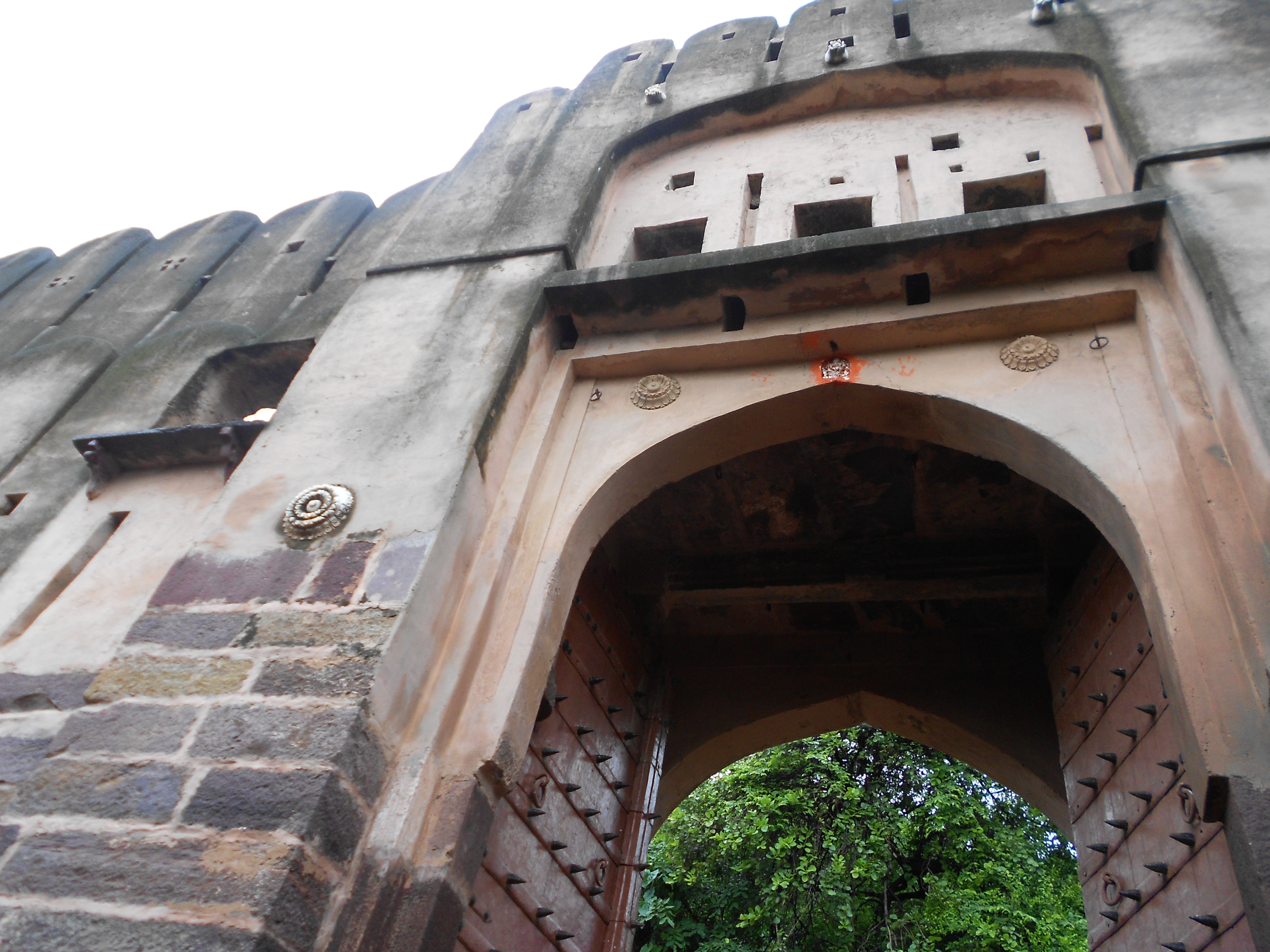
Ingresso principale a forte Ranthambore

## Galleria d'immagini

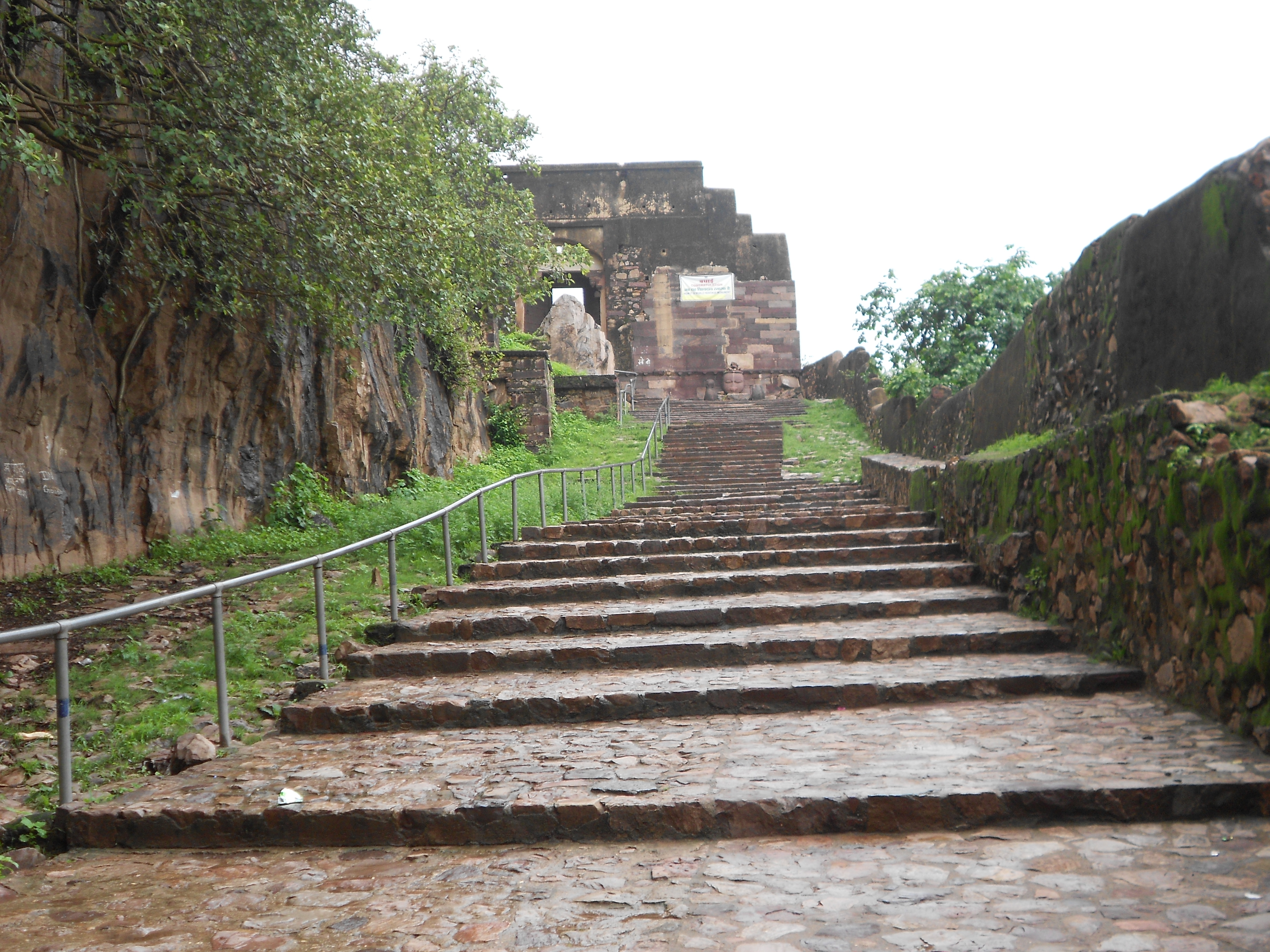
Ingresso al forte
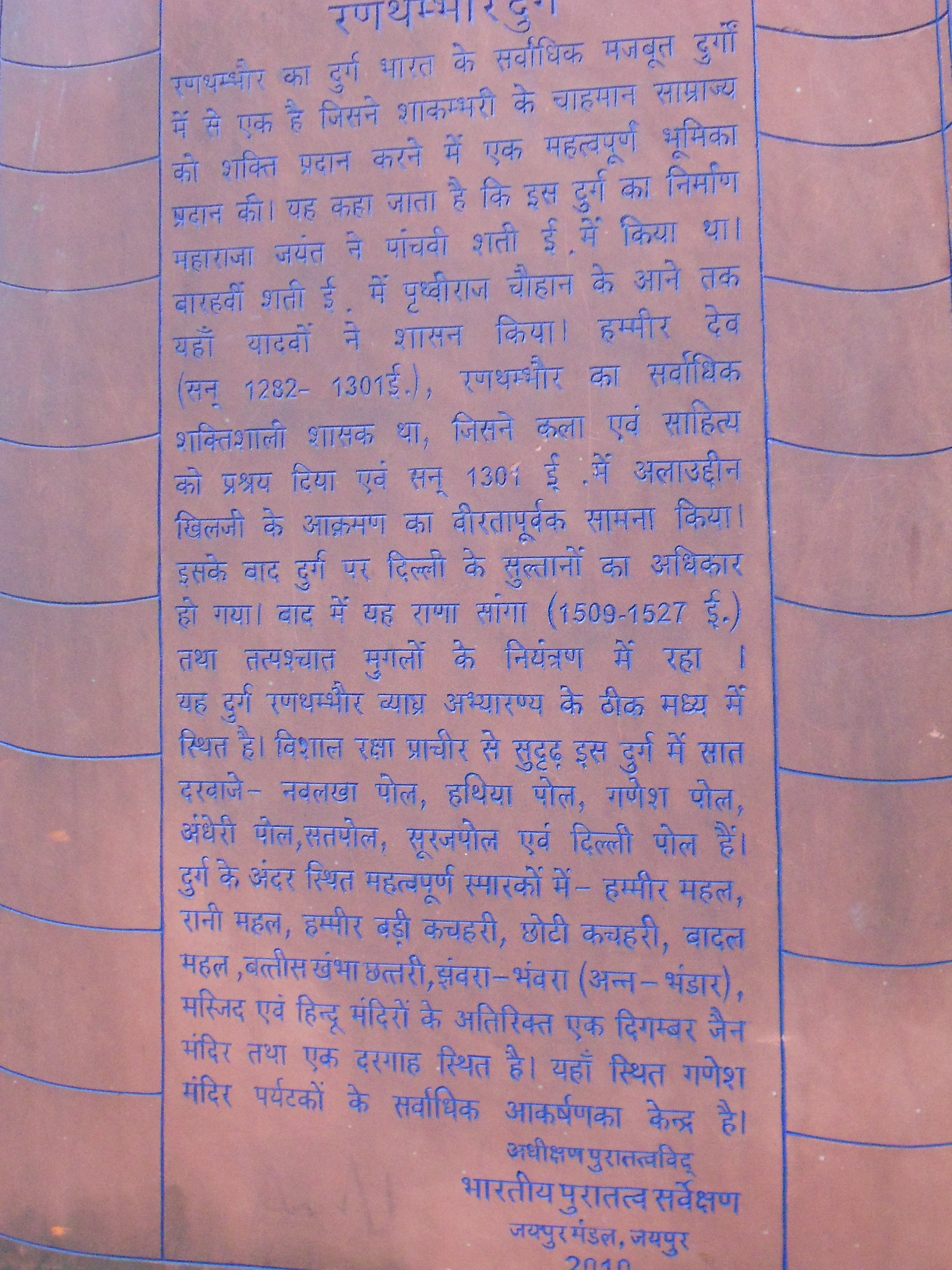
Storia del forte Ranthambore incisa sulle mura
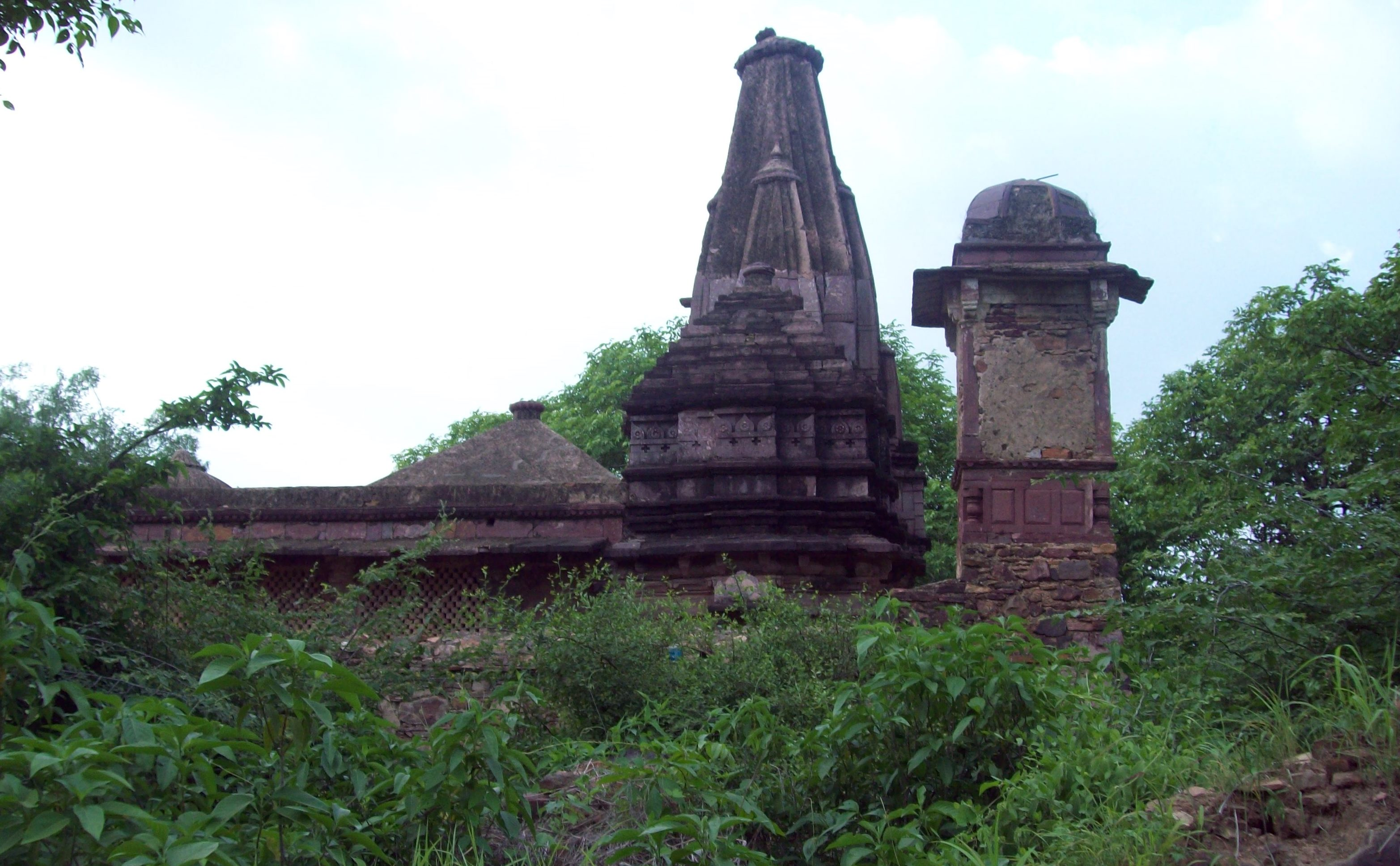
Tempio giainista nel forte Ranthambore
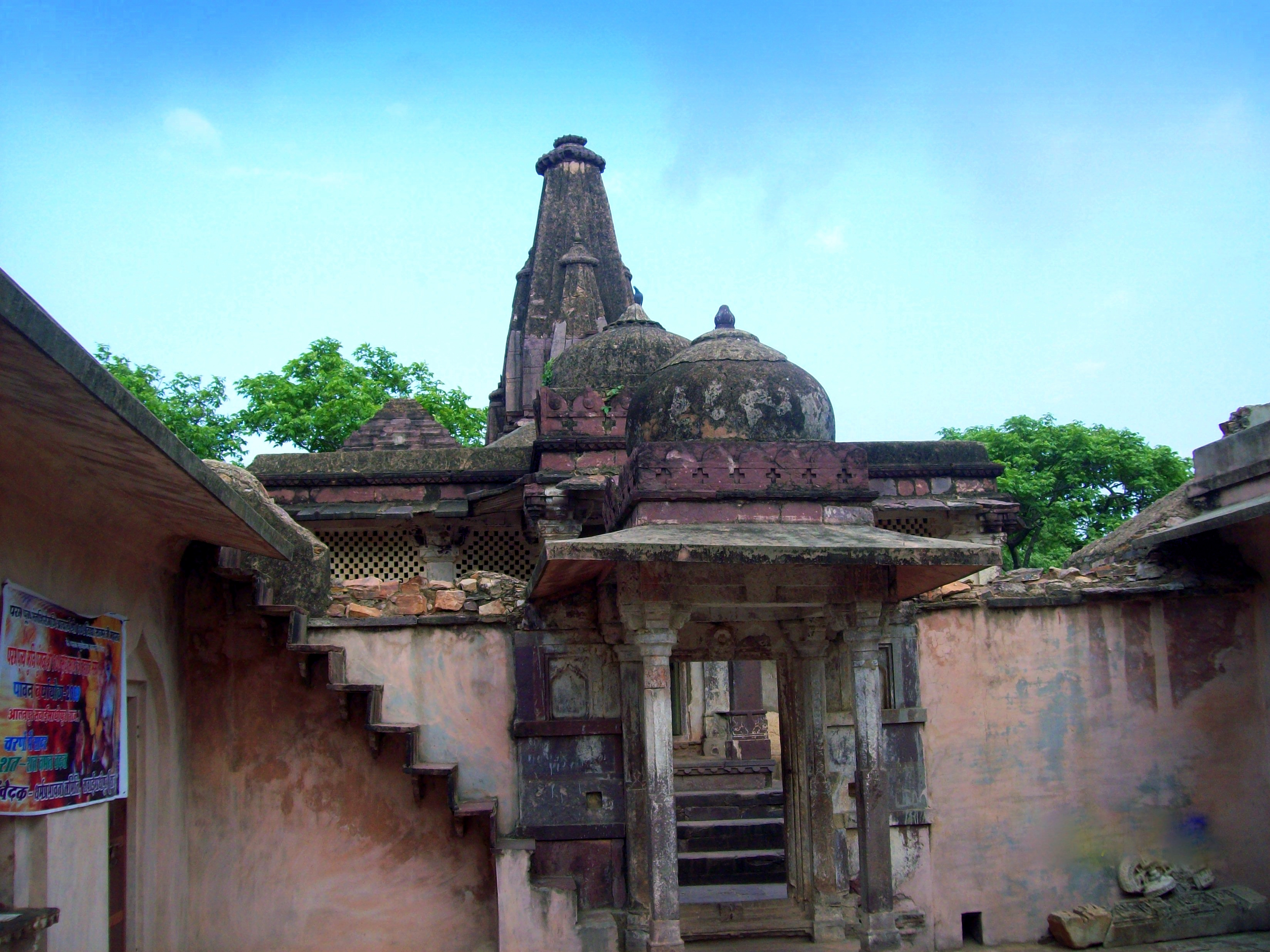
Tempio giainista all'ingresso
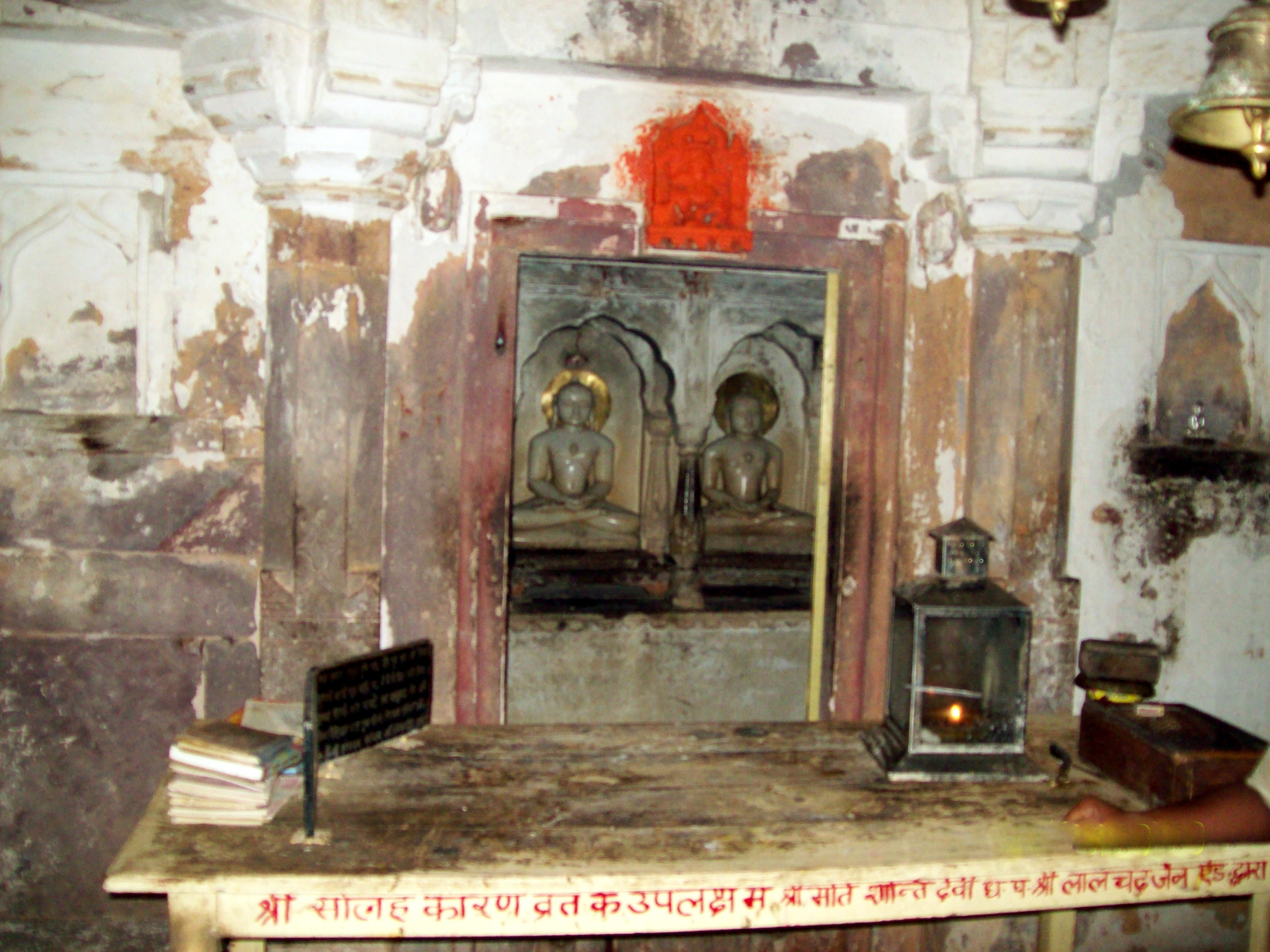
Gli dei Sumatinath e Sambhavnath nel forte Ranthambore